# Spirit Realm
Spirit Realm (chino simplificado= 灵域, también conocida como The World of Fantasy), es una serie web china transmitida del 9 de enero de 2021 hasta el 28 de enero del 2021 a través de iQiyi.
La serie es una adaptación de la novela "Ling Yu" (灵域) del autor Ni Cang Tian (逆苍天).

## Sinopsis
Qin Lie, un joven con amnesia, pronto se ve inesperadamente involucrado en una conspiración debido a un accidente. Después de experimentar todo tipo de dificultades, él y Ling Yushi, su novia de la infancia, crecieron gradualmente en el Reino de los Espíritus (dominio espiritual). 
Ahora en un nuevo viaje, ambos comienzan un camino para ser más fuertes, al mismo tiempo que Qin Lie busca la verdad de su linaje, mientras que en el camino conocen a nuevos mentores y amigos, mientras protegen el dominio espiritual y su relación.

## Reparto

### Personajes principales
| Actor                         | Personaje                | N.º de episodios | Notas |
| ----------------------------- | ------------------------ | ---------------- | ----- |
| Fan Chengcheng Dong Li Wu You | Qin Lie / Gong Mulie     | 36               | [ 3 ] |
| Cheng Xiao Sun Menghan        | Ling Yushi / Wu Chun     | 36               |       |
| Nie Zihao                     | Du Shaoyang              | -                |       |
| Zheng Ruibin He Yuxiao        | Gao Yu                   | -                |       |
| Liu Yitong Ren Feier          | Song Tingyu / Ye Xianer  | -                |       |
| Ma Yue Jin Xuhang             | Xie Jingxuan / Tang Siqi | -                |       |

### Personajes secundarios
| Actor                    | Personaje                    | N.º de episodios | Notas       |
| ------------------------ | ---------------------------- | ---------------- | ----------- |
| Wang Yiming Wang Suhua   | Hua Yuxin / Yi Yuan          | -                |             |
| Ge Xinyi                 | Ling Xuanxuan / Pan Qianqian | -                |             |
| Yu Mofan                 | Lou Jiao                     | -                |             |
| Sun Liangjun             | Zhuang Fei                   | -                |             |
| Liu Shuai                | Duan Qianjie                 | -                |             |
| Ding Yongdai             | Qin Shan                     | -                |             |
| Li Yichen                | Lian Rou                     | -                |             |
| Yang Guang               | Bu Li                        | -                |             |
| Zhang Ruihan             | Mo Hai                       | -                |             |
| Yue Yaoli                | Hua Tianqiong                | -                | Anciano Hua |
| Liu Guanxiang Liu Shijie | Li Mu                        | -                |             |
| Yu Chengqun              | Ling Bo                      | -                |             |
| Da Yong                  | Ling Kangan                  | -                |             |
| Gao Shengwu              | Li Zhongzheng                | -                |             |
| Li Ang                   | Yuan Tianya                  | -                |             |
| Han Yue                  | Lu Li                        | -                |             |
| Yuan Xinran              | She Lingshou                 | -                |             |
| Xu Haiwei                | Xie Zhizhang                 | -                |             |
| Bo Hong                  | Jiu Liuyu                    | -                |             |

### Otros personajes
| Actor          | Personaje    | N.º de episodios | Notas                     |
| -------------- | ------------ | ---------------- | ------------------------- |
| Shawn Huang    | Du Haitian   | -                |                           |
| Lai Yi         | Du Jun       | -                |                           |
| Li Hua         | Maestro Yao  | -                |                           |
| Marcus Zhang   | Song Yu      | -                |                           |
| Guo Xuwei      | Ouyang Qing  | -                |                           |
| Liu Sitong     | Feng Rong    | -                |                           |
| Li Bin         | Xue Li       | -                |                           |
| Yan Jie        | Xie Yi       | -                |                           |
| Zhong Ming     | Song Siyuan  | -                |                           |
| Hao Qiao       | Zhu Xin      | -                |                           |
| He Xiang       | Yuan Xiao    | -                |                           |
| Teng Baocai    | Yu Dai       | -                |                           |
| Zhao Gang      | Jiang Heng   | -                |                           |
| Su Mao         | Ying Xingran | -                |                           |
| Chang Cheng    | Cao Xuanrui  | -                |                           |
| Yu Yao         | La Er        | -                |                           |
| Teng Aixian    | Jishi Popo   | -                |                           |
| Liu Ruogu      | A Jin        | -                |                           |
| Wan Ziqing     | La Fei       | -                |                           |
| Dan Sihan      | Feng Yiyou   | -                |                           |
| Zhang Zhehua   | Chu Li       | -                |                           |
| Liu Zihao      | Ye Yihao     | -                |                           |
| Monica Chan    | Chong Ming   | -                |                           |
| Liu Guoji      | -            | -                | Es un vendedor.           |
| Huang Qian     | -            | -                | Es el líder de Huang Jin. |
| Chen Jingyu    | Su Mie       | -                |                           |
| Jin Song       | Tian Zun     | -                |                           |
| Yang Chengming | Zhu You      | -                |                           |
| Zhang Qian     | Hong Yan     | -                |                           |

## Episodios
La serie está conformada por trientaiseis episodios, los cuales fueron emitidos (2 episodios) todos los lunes, sábados y domingos a las 20:00 a través de iQiyi.
El 25 de enero de 2021 se anunció que a partir de esa noche que a partir de esta noche, el drama sería transmitido 6 días a la semana, de sábado a jueves.

### Ratings
Los números en color rojo indican las calificaciones más bajas, mientras que los números en azul indican las calificaciones más altas.

## Música
El OST de la serie está conformado por las siguientes canciones:
| No. | Intérprete(s)               | Canción    | Letra  | Composición | Notas                  |
| --- | --------------------------- | ---------- | ------ | ----------- | ---------------------- |
| 1   | Fan Chengcheng              | "醉墨"     | 丁爽   | 丁爽        | (canción inicial)      |
| 2   | Fan Chengcheng y Cheng Xiao | "遥望"     | 徐琦   | 覃嘉健      | (canción de cierre)    |
| 3   | Cheng Xiao                  | "断弦折剑" | 李贤轩 | 廉山 y 徐鹏 | (canción de personaje) |

## Premios y nominaciones
| Año  | Categoría                     | Premio                  | Nominado     | Resultado |
| ---- | ----------------------------- | ----------------------- | ------------ | --------- |
| 2020 | Most Anticipated Online Drama | iQIYI Scream Night 2020 | Spirit Realm | Ganó      |

## Producción
Durante el 9 y 10 de mayo de 2019 durante la conferencia mundial de iQIYI ( iQIYI World Conference) se reveló que el drama sería una de las series elegidas para ser estrenadas en la popular plataforma de transmisión.
La serie está basada en la novela "Ling Yu" (灵域) del autor Ni Cang Tian (逆苍天).
También es conocida como "Spiritual Domain", "The World of Fantasy" y en español "Mundo de Fantasmas".
Es dirigida por Jones Ma (Ma Huagan) (马华 干) y Liang Guoguan (梁国冠), quienes cuentan con el apoyo de la guionista Guo Baoxian (郭宝贤).
La producción es realizada por Li Liying y Gong Yu, con el apoyo del prodcutor ejecutivo Wang Xiaohui, mientras que la dirección artística está en manos de Chen Xin.
La serie también cuenta con el apoyo de las compañías de producción iQiyi y Straw Bears Film.